# Hell's Half-Acre
Hell's Half Acre is een film noir uit 1954 van John H. Auer. Deze B-film speelt zich af in het gangstermilieu in Honolulu, Hawaï. Belangrijk voor deze film is dat hij werd gefilmd in Honolulu zelf. Dit werd echter niet gesmaakt door de lokale bevolking, omdat zij bang waren dat het toeristen zou afschrikken.

## Rolverdeling
| Acteur          | Personage                        |
| --------------- | -------------------------------- |
| Wendell Corey   | Chet Chester, aka Randy Williams |
| Evelyn Keyes    | Donna Williams                   |
| Elsa Lanchester | Lida O'Reilly                    |
| Marie Windsor   | Rose                             |
| Nancy Gates     | Sally Lee                        |
| Leonard Strong  | Ippy                             |
| Jesse White     | Tubby Otis                       |
| Keye Luke       | Police Chief Dan                 |
| Philip Ahn      | Roger Kong                       |
| Clair Widenaar  | Jamison                          |
| Robert Costa    | "Slim" Novak                     |